# The Middle
The Middle ist eine US-amerikanische Sitcom, die von 2009 bis 2018 von Warner Bros. Television produziert und vom US-Fernsehsender ABC ausgestrahlt wurde. Die Idee zur Serie hatten DeAnn Heline und Eileen Heisler.
In Deutschland strahlte ZDFneo die ersten fünf Staffeln vom 1. März 2012 bis zum 4. Oktober 2014 aus. Ab dem 2. Januar 2016 zeigte ProSieben die Serie am Samstagmittag in Doppelfolgen, ab August auch Montag bis Freitag vormittags.
Im Januar 2017 verlängerte ABC die Serie um eine neunte Staffel, im August 2017 wurde bekanntgegeben, dass diese den Abschluss der Serie bilden soll. Die Ausstrahlung der finalen Staffel begann am 3. Oktober 2017. Das einstündige Serienfinale wurde am 22. Mai 2018 in den Vereinigten Staaten und am 15. April 2019 in Deutschland ausgestrahlt.

## Handlung
Im Mittelpunkt der Serie steht die mittelständische Familie Heck, die in der fiktiven Stadt Orson in Indiana lebt. Die Handlung wird aus Sicht der Mutter Frankie Heck erzählt. Zentrale Themen der Serie sind finanzielle Nöte, Schwierigkeiten in Schule, Beruf und später auf dem College, allerlei soziale und familiäre Verpflichtungen sowie der Alltag der fünfköpfigen Familie.

## Figuren

### Hauptfiguren
Frances „Frankie“ Heck
Frankie ist die Mutter von Axl, Sue und Brick und die emotionale Hauptfigur der Serie. Sie kommentiert die Handlung der Serie aus dem Off. Sie arbeitet zu Beginn der Serie als Verkäuferin bei Ehlert Motors, einem Autohandel, ist in diesem Job allerdings nicht sehr erfolgreich. Am Anfang der 4. Staffel wird sie schließlich entlassen und beginnt kurz darauf eine Ausbildung zur Zahnarzthelferin, als die sie dann auch arbeitet. Sie betrachtet die Familie als wichtigsten Bestandteil ihres Lebens, trotz der oft damit einhergehenden Frustrationen.
Michael „Mike“ Heck
Mike ist Frankies Ehemann und arbeitet als Manager in einem Steinbruch. Er handelt eher auf pragmatische Weise und spricht oft direkter als Frankie, wodurch er einige eingefahrene Situationen rettet. Allerdings tut er sich schwer damit, eigene Gefühle auszudrücken.
Axl Heck
Axl ist der älteste Sohn der Familie und talentierter Footballspieler in der Schulmannschaft, seine sonstigen schulischen Leistungen sind allerdings eher unterdurchschnittlich. Zu Hause ist er vor allem ein pubertierender, rebellischer Teenager-Sohn, der seine Geschwister, aber vor allem seine Mutter mit seinem Verhalten (er fläzt sich zum Beispiel am liebsten nur mit Unterhosen bekleidet auf dem Sofa vor dem Fernseher) und fehlendem familiären Engagement ärgert. Schulischer und menschlicher Erfolg fliegt ihm leicht zu. In positiven Phasen kann er ein beachtliches Potential an Intelligenz aktivieren und zum Teil gute Studienleistungen erbringen. Meist genießt er jedoch das einfache, „schöne“ Leben.
Sue Heck
Sue ist das mittlere Kind und die einzige Tochter von Frankie und Mike. In ihrem Verhalten wirkt sie sehr naiv und unbeholfen. Sie leidet unter ihrer Zahnspange und dem ständigen Scheitern, in schulischen Aktivitäten aufgenommen zu werden, besitzt aber trotzdem einen in fast allen Lebenslagen und bei fast allen Schicksalsschlägen unbezwingbaren Optimismus. Verliert sie diesen Optimismus, kann sie ihre pessimistische Seite jedoch ebenso manisch ausleben. In ihren Beziehungen hat sie selten Erfolg. Wenn sie schon einmal eine feste Beziehungsbasis erreicht, stellt sich der Partner meist als problematisch heraus.
Brick Heck
Brick ist das jüngste Kind der Familie. Er liest jedes gedruckte Werk, das er in die Finger bekommt, seien es Bücher, Zeitschriften oder Versandhauskataloge. Er wirkt sehr intelligent, hat allerdings große Schwierigkeiten damit, sozial adäquat mit anderen Personen außerhalb seiner Familie zu interagieren. So ist etwa seine Aufmerksamkeitsspanne sehr gering und er verliert abgesehen von seinen Büchern und den dazu gehörigen Fantasiewelten schnell das Interesse an den Vorgängen um ihn herum. An seiner Grundschule besucht er deshalb auch eine Art Förderunterricht, an dem auch andere Kinder mit Verhaltensauffälligkeiten teilnehmen. Er senkt ab und zu den Kopf und flüstert hörbar das zuletzt gesagte Wort. Später kann er einige seiner Tics ablegen. Nicht selten stellt sich heraus, dass diese sich nicht zuletzt deshalb herausbildeten, weil er als drittes Kind in einer eher armen Arbeiterfamilie nicht die nötige Beachtung fand, die ein Kind mit seinen Anlagen gebraucht hätte. In der Mittelstufe entwickelt er sich nicht zuletzt aufgrund seiner großen Belesenheit zu einem erstklassigen Schüler, der dennoch auch seine Lehrer mit seiner Andersartigkeit nicht selten aus dem Konzept bringt. Seine Scheu vor anderen Menschen legt er im Verlauf der Serie etwas ab und beginnt sogar eine zunächst freundschaftliche, später Liebesbeziehung zu Cindy. Sein kleiner Freundeskreis besteht aus ähnlichen Sonderlingen wie er selbst einer ist.

### Nebenfiguren
Bob
Bob ist Mitarbeiter bei Ehlert Motors und der beste Freund von Frankie. Er deckt immer wieder Frankies durch ihr Familienleben ausgelöstes vermeintliches Fehlverhalten vor ihrem Chef. Mike misstraut Bob, da er die Freundschaft zwischen einem Mann und einer Frau nicht verstehen kann und vermutet tiefere Gefühle Bobs.
Don Ehlert
Ehlert ist der durch und durch kapitalistisch gesinnte Eigentümer des Autohauses, in dem Bob und zunächst auch Frankie bis zu ihrer Entlassung arbeiten. Frankie droht die gesamte Zeit über die Entlassung, da ihr Chef einer Frau eine solche Arbeit nicht zutraut. Sein sexistisches Verhalten äußert sich auch in anderer Weise, etwa wenn er Frankie immer wieder vermeintlich weibliche Tätigkeiten wie das Kochen von Kaffee überträgt.
Tante Edie und Tante Ginny
Die Tanten sind Frankies älteste Großtanten, die ihre Hilfe brauchen. Beide sterben im Laufe der Serie (Tante Ginny stirbt mit 100 Jahren in der 3. Staffel, Tante Edie mit 96 Jahren in der 6. Staffel).
Rusty Heck
Rusty ist der Bruder von Mike Heck und erscheint während der gesamten Serie in mehreren Folgen. Er arbeitet nicht viel und hat auch kein regelmäßiges Zuhause. Mal wohnt er im Zelt in Hecks Garten oder im Haus vom Vater Big Mike.
Michael „Big Mike“ Heck Sr.
Big Mike ist der Vater von Mike Heck und Rusty Heck. Er ist verwitwet und ein Messi, der selten das Haus verlässt. Er ist sehr stur und schweigsam.
Brad
Brad ist Sues Freund und späterer Ex-Freund, von dem Frankie und Mike zunächst annehmen, dass er schwul ist, bis es in späteren Folgen auch bestätigt wird. Auch nach der Trennung bleiben beide, die eine Vorliebe für die schönen Künste sowie ihren übersteigerten Enthusiasmus teilen, enge Freunde.
Carly
Carly ist Sues beste Freundin und ebenso wie Sue eher naiv in ihrem Verhalten.
Nancy Donahue
Nancy Donahue ist die Nachbarin der Hecks und durch ihr stark nach außen getragenes, vermeintlich vorbildliches und sorgenfreies Familienleben oft Anstoß für Auseinandersetzungen und Neid.
Cindy
Cindy wird im Verlauf der Serie Bricks feste Freundin. Zunächst ist es eine harmlose Freundschaft, die beide durch ihre Veranlagung zu Tics und kauzigem Verhalten sowie durch ihre Andersartigkeit zusammenschweißt und auf Außenstehende einen seltsamen Eindruck macht. Schließlich wird daraus für beide eine erste Liebe.
Die Glossners
Rita Glossner lebt ohne Ehemann mit ihren drei rowdyhaften Söhnen Derrick, Wade und „Diaper“, die sie selbst als „charismatisch“ bezeichnet, als Nachbarin der Hecks in einem heruntergekommenen Haus. Die Glossners machen der Nachbarschaft – und speziell den Hecks – durch ihre Unverfrorenheit, Zerstörungswut und ständigen Diebstähle das Leben zur Hölle.
Lexie Brooks
Lexie Brooks ist Studentin an der East Indiana State University, an der auch Axl und Sue studieren. Sie stammt aus einer wohlhabenden Familie und kann sich des Lebensstils der Mittelklasse nicht bewusst werden. Sie ist Sues beste Freundin und verliebt sich im Verlauf der Serie in Axl.

## Besetzung und Synchronisation

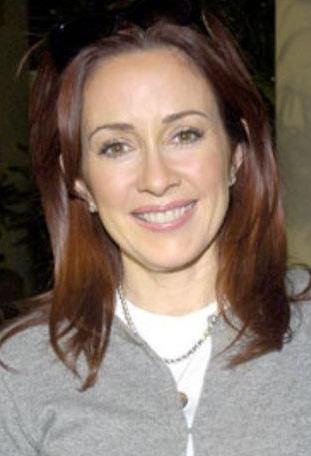
Patricia Heaton
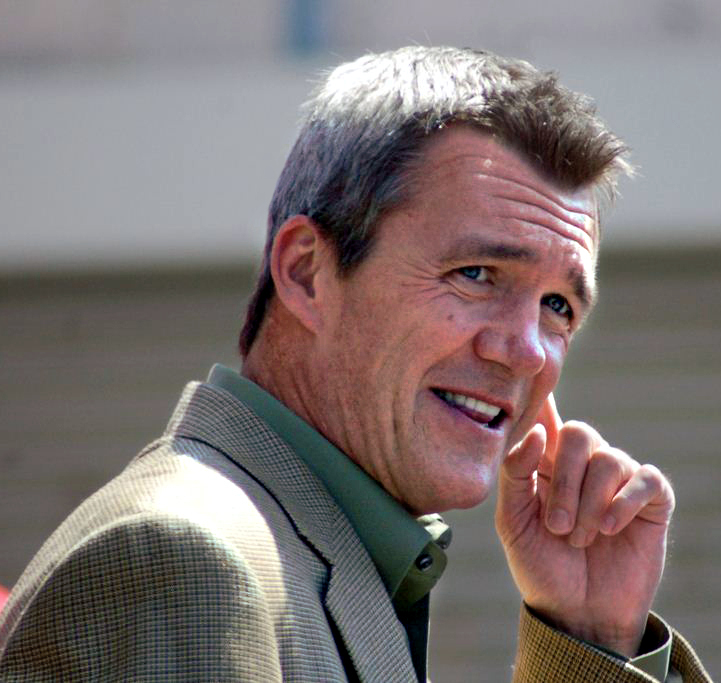
Neil Flynn
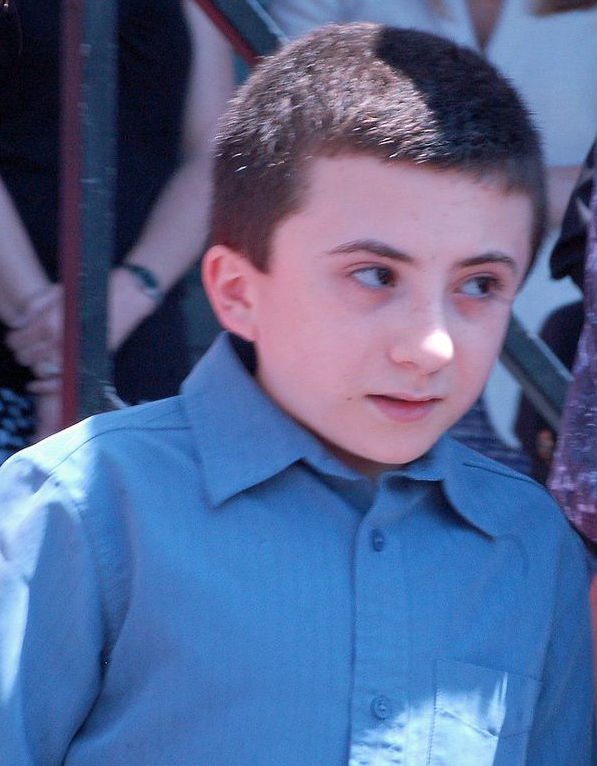
Atticus Shaffer

Die Serie wird bei der Cinephon in Berlin vertont. Kim Hasper schreibt die Dialogbücher und führte bis zur fünften Staffel auch die Dialogregie. Die nachfolgenden Dialogregisseure waren Hilke Flickenschildt (Staffel 6 und 7), Reinhard Knapp (Staffel 7) und Pierre Peters-Arnolds (Staffel 8).
| Schauspieler       | Rollenname              | Hauptrolle | Nebenrolle      | Synchronsprecher  |
| ------------------ | ----------------------- | ---------- | --------------- | ----------------- |
| Patricia Heaton    | Frances „Frankie“ Heck  | 1.01–9.24  |                 | Victoria Sturm    |
| Neil Flynn         | Michael „Mike“ Heck Jr. | 1.01–9.24  |                 | Thomas Nero Wolff |
| Charlie McDermott  | Axl Redford Heck        | 1.01–9.24  |                 | Nicolás Artajo    |
| Eden Sher          | Sue Sue Heck            | 1.01–9.24  |                 | Julia Meynen      |
| Atticus Shaffer    | Brick Ishmail Heck      | 1.01–9.24  |                 | Anton Kurth       |
| Chris Kattan       | Bob Weaver              | 1.01–2.24  | 3.01–4.03, 5.21 | Bernhard Völger   |
| Brian Doyle-Murray | Don Ehlert              |            | 1.01–6.11, 9.09 | Jürgen Kluckert   |
| Jeanette Miller    | Tante Edie              |            | 1.01–4.08       | Jessy Rameik      |
| Frances Bay        | Tante Ginny             |            | 1.01–3.13       |                   |
| Jen Ray            | Nancy Donahue           |            | 1.05–9.24       | Angela Ringer     |
| Beau Wirick        | Sean Donahue            |            | 1.05–9.24       | Konrad Bösherz    |
| Brock Ciarlelli    | Brad Bottig             |            | 1.06–9.24       | Dirk Petrick      |
| Blaine Saunders    | Carly                   |            | 1.12–6.11, 9.11 | Maria Koschny     |
| John Gammon        | Darrin McGrew           |            | 1.15–6.18       | Wanja Gerick      |
| Tommy Bechtold     | Kenny                   |            | 5.01–9.15       |                   |
| Alphonso McAuley   | Hutch                   |            | 5.05–9.15       | Bastian Sierich   |
| Daniela Bobadilla  | Lexie                   |            | 7.11–9.24       | Jodie Blank       |

## Produktion und Ausstrahlung
Sowohl die Außen- als auch die Innenaufnahmen der Serie wurden in den Studios von Warner Bros. in Burbank, Kalifornien gedreht. Die Fernsehserie wurde von Warner Bros. und Blackie and Blondie Productions produziert.

### Vereinigte Staaten
ABC bestellte zuerst nur dreizehn Folgen und fügte diese dem Sendeplan 2009–2010 zu. Die Serie erhielt am 8. Oktober 2009 eine volle Staffel mit 22 Episoden. Am 12. Januar 2010 bestellte ABC eine zweite Staffel von The Middle.
Während die Verlängerung um eine dritte Staffel im Januar 2011 erfolgte, gab ABC im Mai 2012 die Produktion einer vierten Staffel bekannt, deren Ausstrahlung vom 26. September 2012 bis zum 22. Mai 2013 zu sehen war. Die fünfte Staffel wurde vom 25. September 2013 bis zum 21. Mai 2014 auf ABC gezeigt. Am 24. September 2014 begann bei ABC die Ausstrahlung der sechsten Staffel.

### Deutschland
Im Herbst 2011 sicherte sich der öffentlich-rechtliche Digitalsender ZDFneo die deutschen Ausstrahlungsrechte und zeigte die ersten beiden Staffeln vom 1. März bis zum 7. Mai 2012. Die dritte Staffel wurde dort vom 17. Juli bis zum 2. August 2012 gezeigt. Die Ausstrahlung der vierten Staffel erfolgte vom 15. Mai bis zum 30. Juli 2013 ebenfalls auf ZDFneo. Die Ausstrahlung der fünften Staffel erfolgte zwischen dem 30. August und 4. Oktober 2014.
Im November 2015 erwarb ProSieben die Ausstrahlungsrechte an der Serie, welche ab dem 2. Januar 2016 zunächst samstags, später im werktäglichen Morgen- und Nachmittagsprogramm gesendet wurde. Zwischen dem 4. Oktober und dem 4. November 2016 fand die Erstausstrahlung der sechsten und siebten Staffel statt. Die achte Staffel wurde seit dem 9. April 2018 mit Unterbrechung bis zum 22. Oktober 2018 im Abendprogramm ausgestrahlt. Die neunte und letzte Staffel wurde vom 29. Oktober 2018 bis zum 15. April 2019 ebenfalls im Abendprogramm gesendet.

### Österreich
Seit dem 2. Januar 2013 zeigt ORF eins die Serie.

## DVD-Veröffentlichung
Vereinigte Staaten
- Staffel 1 erschien am 31. August 2010
- Staffel 2 erschien am 27. September 2011
- Staffel 3 erschien am 8. Oktober 2013
- Staffel 4 erschien am 25. Februar 2014
- Staffel 5 erschien am 7. Oktober 2014
- Staffel 6 erschien am 27. Oktober 2015
- Staffel 7 erschien am 15. November 2016
- Staffel 8 erschien am 15. August 2017

Vereinigtes Königreich
- Staffel 1 erschien am 26. September 2011
- Staffel 2 erschien am 5. November 2012

Deutschland
- Staffel 1 erschien am 11. Mai 2012

## Rezeption
Die Serie erhielt in den Vereinigten Staaten überwiegend positive Kritiken. Auf Metacritic, einem Sammelportal für Kritiken, erhält die Serie einen Metascore von 71/100. Bei IMDb erhielt die Serie eine mittlere Bewertung von 7,5/10 bei fast 35.000 Stimmen. Die Serie wird für ihre realistische Betrachtung der Mittelklasse gelobt, so schreibt zum Beispiel Robert Bianco der USA Today:

“… This series seems to more assuredly offer a first-class version of what so many viewers say they want: a humorous, heartfelt, realistic look at middle-class, middle-America family life.”

„Die Serie scheint eine erstklassige Version dessen zu bieten, was sich so viele Zuschauer wünschen: ein humorvoller, herzlicher Blick auf das Leben einer Mittelklasse-Familie.“

2011 erhielt die Serie den Gracie Award in der Kategorie Outstanding Comedy.